# Star Trek: The Experience

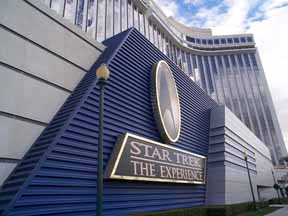
Star Trek: The Experience in Las Vegas.

Star Trek: The Experience was een overdekt attractiepark, gebaseerd op het Star Trekuniversum. Star Trek: The Experience was gevestigd in het Las Vegas Hilton in de Amerikaanse stad Las Vegas.

## Geschiedenis
Star Trek: The Experience was oorspronkelijk een gezamenlijke onderneming van Paramount Pictures en het Las Vegas Hilton. In Juni 2006 kwam het in het bezit van de CBS Corporation. Het attractiepark werd geopend op 4 januari 1998 en kostte meer dan 70 miljoen dollar. Het totale oppervlak van The Experience was iets meer dan 6.000 m². In 2004 werd na een grote verbouwing de attractie "Borg Invasion 4D" toegevoegd. De heropening was op 18 maart 2004. In september 2008 werd Star Trek: The Experience gesloten.

## De attracties
Star Trek: The Experience bood vier verschillende attracties. Daarnaast konden tentoonstellingen, voorstellingen met fragmenten en effecten uit de films en series, winkels, eet- en drinkgelegenheden in Star Trekstijl worden bezocht.

### The Klingon Encounter
Dit is de oorspronkelijke attractie die vanaf het begin werd opgevoerd. Op de weg naar de attractie waren in vitrines allerlei ruimtevaartuigen tentoongesteld, waaronder alle ruimteschepen die de naam Enterprise hebben gedragen.
De bezoekers wachtten in een kleine ruimte voor een deur totdat ze naar binnen mochten. Ondertussen kon men op enkele opgehangen televisieschermen fragmenten uit Star Trekfilms bekijken. Daarna begonnen de beelden te flikkeren en ging het licht uit. Licht- en geluidseffecten zorgden samen met een koude luchtstroom voor een transporter-effect: wanneer de lichten weer aan gingen, bevonden de bezoekers zich in de transporterruimte van de USS Enterprise NCC-1701D in het jaar 2371. Van hieruit werden ze naar de commandobrug van de Enterprise gebracht waar ze te horen kregen dat kapitein Jean-Luc Picard is verdwenen op het moment dat de bezoekersgroep aan boord werd gestraald. Starfleet heeft een geheim plan van de Klingon Korath verijdeld: deze heeft de bezoekers van de Aarde opgestraald omdat zich tussen hen een voorouder van kapitein Picard bevindt. Door deze via een tijdkolk te ontvoeren werd de 24e-eeuwse Picard gewist.
Starfleet heeft de transporterstraal onderschept, waardoor de bezoekers nu niet in handen van de Klingons zijn. Via het beeldscherm vertelt eerste officier Riker dat de bezoekers met een shuttle terug naar de tijdkolk zullen worden gebracht, zodat ze weer in hun eigen tijd terechtkomen. De bezoekersgroep werd vervolgens per turbolift naar de shuttleruimte gebracht, maar terwijl de lift daalt wordt de Enterprise door de Klingons aangevallen, waardoor het een ruwe rit werd. Uiteindelijk kwam de groep in de shuttleruimte aan en nam men plaats in het ruimtevaartuig. Terwijl de Enterprise in gevecht is met enkele Klingon oorlogsschepen, vliegt de shuttle op warpsnelheid weg. Terwijl het schip wordt aangevallen weet het de tijdkolk te bereiken en belandde men weer in het hedendaagse Las Vegas. De shuttle landde op het dak van het Las Vegas Hilton hotel. Kapitein Picard bedankte de bezoekers, die hem zijn bestaan hadden teruggegeven.
Dit was het basisverhaal: variaties hierop kwamen voor. Oorspronkelijk waren er twee exemplaren van elke ruimte die de gasten bezochten, maar na de verbouwingen in 2004 werd een set omgebouwd voor de tweede attractie The Borg Invasion. De voorstelling duurde ongeveer 18 minuten en kon maximaal 27 bezoekers per groep bevatten.

### The Borg Invasion 4D
Na de verbouwing in 2004 werd een van de twee sets van The Klingon Encounter omgebouwd tot deze nieuwe attractie.
De bezoekers kwamen binnen in een grote onderzoeksruimte van Starfleet. De dokter van de Voyager verscheen op een groot scherm en vertelde dat de bezoekers zullen worden getest op Borg-nanotechnologie-immuniteit. Hij wordt onderbroken door de waarschuwing dat een onbekend ruimteschip nadert. Het onderzoeksstation gaat op alarmfase geel en, wanneer een Borg-kubus nadert, op alarmfase rood. Fasers en fotontorpedos worden op de kubus afgevuurd, waarop de Borg terugvuren: de systemen begonnen te flikkeren en het licht ging uit, terwijl een stem sprak: "Wij zijn de Borg. Jullie zullen worden geassimileerd. Tegenstand is zinloos." Op het scherm zagen de bezoekers hoe de dokter en zijn assistenten worden overvallen door Borg. Ze worden door een veiligheidsofficier naar een ontsnappingsshuttle gebracht.
Buiten de onderzoeksruimte werden de bezoekers door een zwaar beschadigde gang geleid. Hier stootten ze op een Borg, die gelukkig meer interesse toonde voor de computerpanelen dan de bezoekers. De vluchtdoor klemde en terwijl een officier deze probeerde te openen, werd hij door een Borg gegrepen. Een tweede officier probeerde vervolgens de deur open te krijgen en onder dreiging van de Borg wist hij de deur te openen, waarop de groep in de shuttle kon vluchten. Men moest veiligheidsbrillen opzetten (3D-brillen) en de shuttle ontvlucht het ruimtestation, maar wordt door de Borg-kubus vastgehouden en de kubus ingetrokken. De shuttle werd opengebroken en de Borg Koningin liet de bezoekers met nanites besproeien. Ze beval hen zich over te geven. De dokter riep via een beeldscherm op tegen de Borg te vechten en kort daarna kwam admiraal Janeway met de Voyager te hulp. Ze vernietigt de Borg-kubus en redt de shuttle.
Ook bij deze show kwamen variaties op het verhaal voor. De voorstelling duurde ongeveer 18 minuten en kon maximaal 48 bezoekers per groep bevatten.

### Achter de schermen
De Star Trek: The Experience -- Secrets Unveiled-tour leidde de bezoekers langs de sets van de attracties zonder dat het verhaal werd afgespeeld, waardoor de ruimtes in alle rust bekeken konden worden. Ook werden in deze rondleiding de make-up- en kostuumafdelingen bezocht. Deze rondleiding werd 4 of 5 keer per dag gegeven.

### The History of the Future Museum
Het Star Trekmuseum bevatte meer dan 200 stukken uit de Star Trekfilms en -series en was daarmee de grootste permanente Star Trektentoonstelling ter wereld.
Het eerste gedeelte bevatte vooral kostuums, gereedschap, wapens en decors van Starfleet, daarna werden stukken van de andere volken tentoongesteld, waaronder de Klingons, Borg en Ferengi. Op diverse schermen waren programmafragmenten en effecten uit de verschillende series te zien.

### Winkels en restaurants
In Quark's Bar & Restaurant aan de Deep Space Nine Promenade konden typische Star Trekdrankjes en gerechten worden genuttigd, waaronder het beruchte Romulan Ale. Aan de promenade lagen ook de Star Trekwinkels, waar van alles op het gebied van Star Trek te koop was, waaronder kostuums, zelfs op maat gemaakte Klingonkostuums, Star Trekwapens en -gereedschappen, spellen, dvd's, modellen en poppen.

### Trouwkapel
In de trouwkapel van Star Trek: The Experience konden stelletjes elkaar het jawoord kan geven op de commandobrug van het sterrenschip Enterprise, in het bijzijn van Klingons, Cardassianen, Ferengi of andere volken.